# Bigoli
Les bigoli (prononcé : [ˈbiːɡoli][ˈbiːɡoli], vénitien : bìgołi) sont des pâtes alimentaires extrudées en forme de bâton long et épais dont l'origine remontrait au XVIIIe siècle.
Initialement, elles étaient faites à partir de farine de sarrasin et désormais le plus souvent avec de la farine de blé entier mélangée à des œufs de cane, l'extrusion étant opérée au moyen d'un bigolaro.
Bigoli est le terme utilisé en Vénétie, alors que le terme pici est utilisé en Toscane pour des pâtes similaires : elles ont également en commun d'être traditionnellement cuites fraîches plutôt que sèches.
Un plat typique est les pâtes à la vénitienne : bigoli in salsa (en), bigoli à la sauce (aux anchois).